# Palacio de Nava
El palacio de Nava está edificado dentro del Conjunto Histórico de San Cristóbal de La Laguna (Tenerife, Canarias, España). Se sitúa en la esquina noroeste de la Plaza del Adelantado, ofreciendo dos fachadas: la principal, a la propia plaza y a la calle de Nava (antes calle del Agua), y una lateral a la calle Deán Palahi, al sur. Constituye un ejemplo de la arquitectura canaria que conjuga elementos barrocos, neoclásicos y manieristas. Esta mezcla es fruto de los diferentes momentos constructivos que experimentó el palacio ya que transcurrieron dos siglos entre reformas y ampliaciones.
El palacio de Nava es Bien de Interés Cultural, con categoría de Monumento, desde el 6 de septiembre de 2000.

## Historia
El primer edificio se levanta en un antiguo solar que fue, a partir de 1500, de Jorge Grimón, conquistador de Tenerife. La construcción de inmueble comienza en 1585; y sufrirá modificaciones a mediados del XVII. En 1776, Tomás de Nava y Grimón y Porlier lo reforma completamente, recubriéndolo totalmente de piedra y dándole el aspecto que hoy tiene. La Casa o Palacio de Nava es un acreditado ejemplo de arquitectura culta en las islas, si bien la fachada no observa los preceptos de un estilo determinado al ser ésta producto de sucesivas adiciones.
En la actualidad existe un proyecto para convertir el Palacio de Nava en Parador Nacional.

## Distribución y características
El inmueble cuenta con planta rectangular, dos patios interiores y una huerta trasera. La configuración de la huerta y del patio más próximo a ella se ha visto alterada por añadidos modernos.
La fachada principal, enteramente cubierta de cantería y con fajas de almohadillado en ambas esquinas, es de dos plantas. Remata en parapeto un abalaustrado con coronamiento central que oculta la tradicional cubierta de teja árabe. Ofrece cinco vanos en cada planta alineados simétricamente; la ubicación de la portada es axial.
En la planta baja, la puerta de entrada, adintelada y con el escudo de los Grimón tallado en piedra sobre el friso, está flanqueada por columnas pareadas, corintias, sobre plinto con decoración romboidal. En la primera planta destacan los balcones, de rejería, con la base de piedra apeando sobre canes en forma de S tendida; el exterior de las ventanas se decora con pilastras toscanas molduradas y frontón triangular (las puertaventanas fueron reformadas para adaptarlas al gusto neoclásico. El vano central, en correspondencia simétrica, respeta la anchura del de la planta baja. Repite, asimismo, las columnas pareadas de orden corintio sobre plinto; remata en un frontón semicircular partido que enlaza con la cornisa. Sobresaliendo ésta, destacan dos gárgolas pétreas, zoomorfas. El coronamiento del frontispicio es enteramente barroco y recuerda a los áticos con que se remataban los retablos. En el centro figura el escudo de los marqueses de Villanueva del Prado; a los lados, columnas salomónicas pareadas, y cornisa retranqueada en la parte superior, con remates en forma de pagoda y roleos en el ápice.
En los laterales, enlazando esta cornisa con el parapeto, dos aletas con idéntica decoración de roleos y remates. En la fachada lateral el paramento es liso, con alero de tres hileras de teja.
En el interior destaca el patio principal, al que se accede franqueando el zaguán y una verja de hierro. La galería alta es cerrada, de fábrica y con ventanas hacia el patio. Del corredor bajo, abierto con losa chasnera, destacan las columnas que soportan la galería. Talladas en piedra basáltica, presentan plintos decorados por su cuatro caras; fustes acanalados en su primer tercio y con estrías helicoidales, a partir de un collarín, en los dos tercios siguientes, y capiteles corintios apoyando en zapatas de madera.
En la crujía posterior del patio, dos arcos de medio punto comunican con el segundo patio, y con la planta alta. Una escalera de mármol abalaustrada, de tres tramos con dos descansillos, conduce a la planta alta. El volumen y la pesadez de su estructura obliga a apear el rellano superior con una columna toscana. Sobre esta escalera hallamos un artesonado ochavado, con el escudo familiar en el almizate, talla profusa en los faldones y policromado. Combina la destreza mudéjar en la talla con la influencia portuguesa (cromatismo), considerada por algunos autores como el mejor exponente de cubierta portuguesa en Canarias.

## Conservación
El estado de deterioro de elementos como el patio principal, con daños estructurales, el abandono de sus jardines, cielos rasos de la planta alta deteriorados y colapsados, corrosión en los balcones, solado de la planta alta en mal estado y mal estado en general de la fachada del palacio, ha propiciado su inclusión en la Lista roja de patrimonio en peligro de la asociación para la defensa del patrimonio Hispania Nostra.
El deterioro progresivo general resulta patente, así como el evidente riesgo de hundimiento de las cubiertas. Existe un proyecto para convertir el Palacio de Nava en algo importante.'''''